# Rose Vestris
Françoise-Rose Gourgaud, född 1743, död 1804, var en fransk skådespelare. Hon var känd under artistnamnet Rose Vestris på Comédie-Française i Paris, där hon var engagerad 1768-1804. 
Hon hade en framgångsrik karriär inom tragedin och den högre komedin. Hon beskrivs som begåvad, men också som hänsynslöst ambitiös i sin rivalitet med systrarna Saint-Val (Blanche Alziari de Roquefort och Pauline Alziari de Roquefort). Hennes karriär beskyddades av hertig de Choiseul och hertig de Duras. Hon var en av teaterns stjärnattraktioner. 
När teatern splittrades under franska revolutionen 1791 tillhörde hon dess republikanska fraktion, Théâtre de la République. Hon var därefter engagerad vid Théâtre Feydeau till Comédie-Française öppnades igen 1799.